# St. Petrus (Sülm)

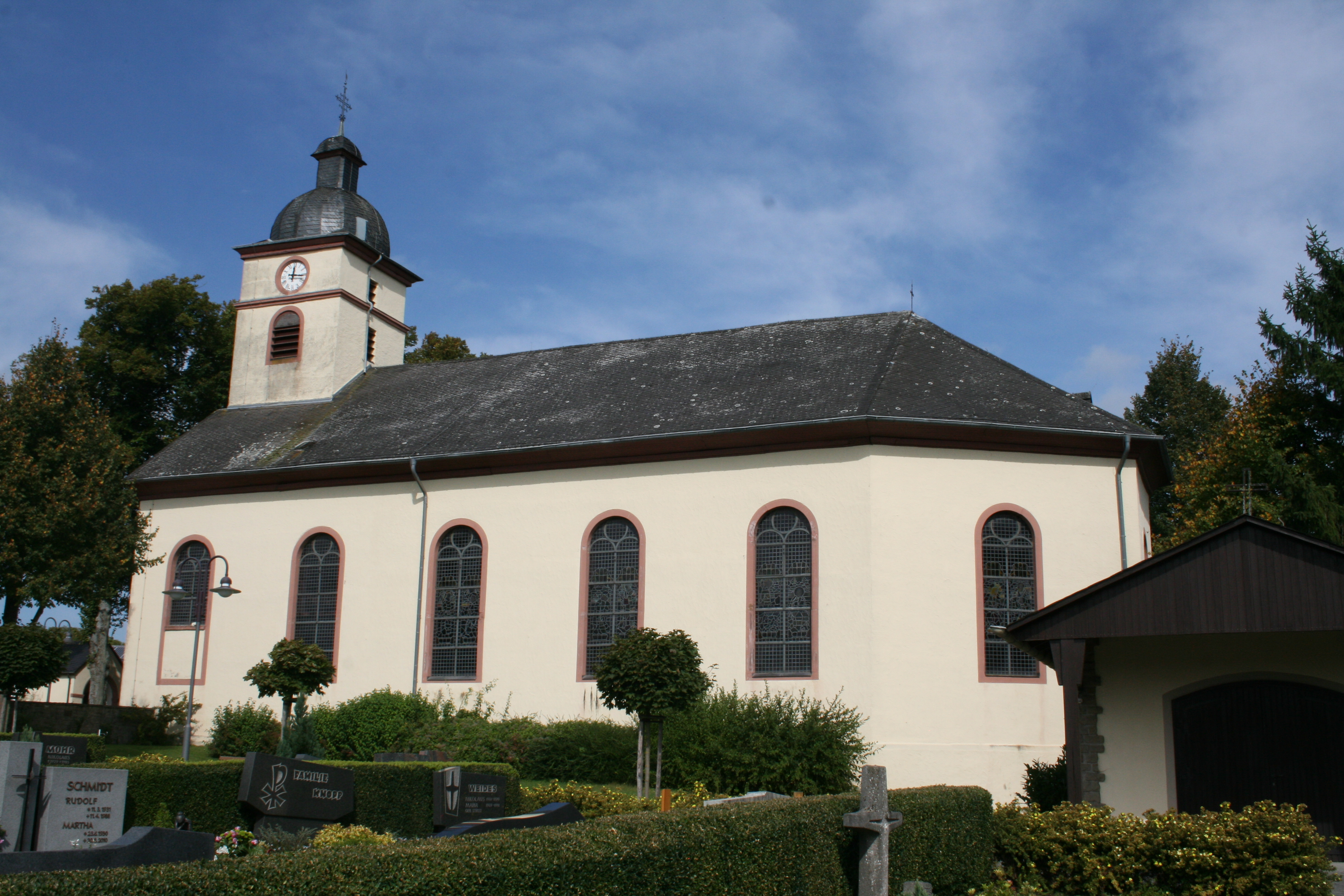
Die Pfarrkirche St. Petrus in Sülm

St. Petrus ist eine römisch-katholische Pfarrkirche in der Ortsgemeinde Sülm im Eifelkreis Bitburg-Prüm in Rheinland-Pfalz. Sie gehört seit 2013 zur Pfarreiengemeinschaft Speicher im Bistum Trier.

## Geschichte
Eine erste Kirche gab es in Sülm bereits gegen Ende des 10. Jahrhunderts, als der Ort zur Pfarrei Welschbillig gehörte; sie trug bereits das Patrozinium des Apostels Petrus. Im 11. Jahrhundert wurde Sülm zur selbständigen Pfarrei.
Über die alte Kirche sind nur wenige Informationen vorhanden. Vermutlich während der Regentschaft des Trierer Weihbischofs Johann II. von Baden (1456–1503) wurde eine Kirche in Sülm gebaut, möglicherweise aber auch umgebaut. In der linken Außenseite der jetzigen Kirche ist ein Gewölbeabschlussstein mit Wappen zu sehen. Diese Kirche vermochte etwa 600 Personen aufzunehmen. Ein Grundriss ist nicht erhalten. Man kann aber davon ausgehen, dass die alte Kirche im Stil der Spätgotik einen Grundriss von etwa 10 m × 20 m hatte. Sie hatte drei Altäre und zwei Glocken. Die 1550 gegossene Glocke befindet sich heute in Scharfbillig.
1740 wurde ein neues Pfarrhaus gebaut. Außerdem gab es im 18. Jahrhundert bis zum Beginn des 19. Jahrhunderts neben dem Pfarrer einen zweiten Priester als Frühmesser (Primissarius), der die sonntägliche Frühmesse hielt. Das „Frühmesserhaus“ war später baufällig und wurde 1827 verkauft. Die Pfarrei hat Filialkirchen in Röhl (St. Martin) und Scharfbillig.
Die Kirche musste 1823/24 abgerissen werden, weil die Schäden an der Decke zu groß waren und sie mit den damaligen Mitteln nicht repariert werden konnte.

## Neubau
Nachdem der Abriss der alten Kirche beschlossen war, diskutierte die Gemeinde über den Standort für eine neue Kirche. Die Dorfbewohner entschieden sich für einen Standort oberhalb des Pfarrhausgartens, genannt Bungert. An dieser Stelle könne die Kirche erhaben ihre Pracht entfalten, und der Pfarrer hätte nur noch wenige Schritte vom Pfarrhaus bis zur Kirche. Einen dritten Vorteil nannte der Chronist Theodor Schmitman: die Behebung der Platznot auf dem Friedhof der alten Kirche. Der nach dem Abriss freigewordene Platz könne als Friedhofsfläche genutzt werden. Dagegen legte der Pfarrer Gerhart Werner sein Veto ein, weil er als Freund der Landwirtschaft und des Gartenbaus um seinen Pfarrgarten fürchtete, den er für den Neubau hätte abtreten müssen. Die Gemeinde beugte sich seinem Willen.
An der bisherigen Stelle wurde der Rohbau mit den Steinen der alten Kirche und der alten zerfallenden Friedhofsmauer erstellt, der 1826 beendet war. Pfarrer Werner, der sich sehr für den Bau eingesetzt hatte, erlebte die Weihe nicht mehr – er starb am 4. Mai 1827. Am 26. Juli 1827 zog der 34-jährige Johann Billen als neuer Seelsorger in das Sülmer Pfarrhaus.

### Die Kirchenfenster und ihre Bedeutung
Beim Neubau der Kirche 1826 hatte man aus Kostengründen nur transparentes Glas verwendet. Um die Kirche optisch aufzuwerten,  entschloss man sich dann 1916, die bisherigen Fenster durch farbiges Glas zu ersetzen. Man beauftragte  die Glaserei Binsfeld aus Trier mit der Herstellung der neuen Bleiglasfenster. Dabei wurden verschiedene biblische Themen und christliche Heilige dargestellt:
- Katharina von Siena
- Antonius von Padua mit dem Jesuskind
- Reuiger Petrus
- Jesus bei Maria und Martha (Lk 10,38–42 EU)
- Elisabeth und die kranken Samariter
- Agnes
- Abraham und sein Neffe Lot (Gen 13,1–18 EU)
- Katharinas Märtyrertod.

### Ausstattung
Die Kirche war in kurzer Zeit fertig gestellt, allerdings fehlte es noch an der Inneneinrichtung. Die drei Altäre der alten Kirche waren unbrauchbar geworden. Zum einen waren sie für eine so große Kirche zu klein, zum anderen waren die Altäre schon 300 Jahre alt und passten nicht mehr in das Gesamtbild des neuen Gotteshauses. Am 13. September 1827 wurde der Auftrag zur Herstellung eines neuen Hochaltars an den preisgünstigsten Handwerker vergeben. Im Frühjahr des Jahres 1834 wurde der dem heiligen Petrus geweihte neue Hochaltar an die Gemeinde übergeben. Zu diesem Zeitpunkt befand sich erst wenig Inventar in der Kirche selbst. Neben dem Hochaltar, der noch im Rohzustand und ohne farbige Fassung war, gab es zwei Beichtstühle, 41 Bänke und einen besonderen „Schöffenstuhl“ für den „Kirchen-Seher“. Das Taufbecken war mit einem hölzernen Deckel versehen. In der Kirche gab es keine einzige Heiligenfigur, an den kahlen Wänden hing ein einziges Kruzifix. Weil das Gotteshaus nicht den Erwartungen einer katholischen Gemeinde entsprach, gab man ihr den Spottnamen „protestantischer Tempel“ oder auch „Comediehaus“, eine Art Theatersaal.
Am 10. Dezember 1842 wurde für die Gemeinde Sülm ein neuer Pfarrer ernannt. Franz Prim, war ein gebürtiger Bitburger, der zuvor bereits seinen Dienst in den Pfarreien Metterich und Seinfeld ablegte. Er machte sich sehr verdient um die Pfarrei und starb am 21. September 1856. An der Rückseite der Leichenhalle ist sein in die Wand eingelassene Grabstein sehen. Zu Beginn seiner Amtszeit versuchte Pfarrer Prim zwei Seitenaltäre aus der ehemaligen Kirche des Klosters St. Thomas an der Kyll zu bekommen. Die Kirche war sich schon seit einigen Jahren selbst überlassen, ein neuer Standort für die beiden Seitenaltäre war noch nicht gefunden worden. So lag es nahe, den beiden Seitenaltären in der Sülmer Pfarrkirche ein neues Zuhause zu geben. Zwei Sülmer Kirchenvorstandsmitglieder hatten die beiden Altäre bereits begutachtet. Der für St. Thomas zuständige Kyllburger Pfarrer Wagner stimmte dem Verkauf zu. Pastor Prim meldet den Kauf bei seiner Trierer Behörde an. Der zuständige Generalvikar Müller lehnte den Kauf ab. Er begründete seine Entscheidung mit dem desolaten Zustand, er glaubte nicht, dass die Altäre renoviert werden könnten. In seinem Schreiben an Pfarrer Prim erwähnte er die Renovierung der St.-Maximin-Kirche in Kyllburg, deren beide Seitenaltäre durch neue ersetzt werden sollten. Am 20. April 1846 meldete Pfarrer Prim der bischöflichen Behörde, dass die beiden Seitenaltäre aus Kyllburg für 100 Taler erworben worden seien. Vier Wochen später, am 21. Mai 1846, wurden die renovierten Seitenaltäre in der Pfarrkirche aufgestellt.

### Konsekration der Pfarrkirche
Fast ein Vierteljahrhundert wurden Gottesdienste in der Pfarrkirche gehalten, ohne dass die Pfarrkirche geweiht worden war. Am 5. Oktober 1851 nahm Bischof Wilhelm Arnoldi die Konsekration des Gotteshauses vor. Zum Gedenken an diesem Tag wurde ein kunstvolles Chronogramm (Relief) in die Mauer der linken Seite des Hauptportals eingelassen. Der Text ist, wie damals üblich, in Latein verfasst. Übersetzt lautet die Inschrift: „Im Jahr der Konsekration unserer Kirche hat dies anbringen lassen Fr. Prim, der Pfarrer dieses Ortes. Fried sei den Lebenden und denen, die gestorben sind, ewige Ruhe.“

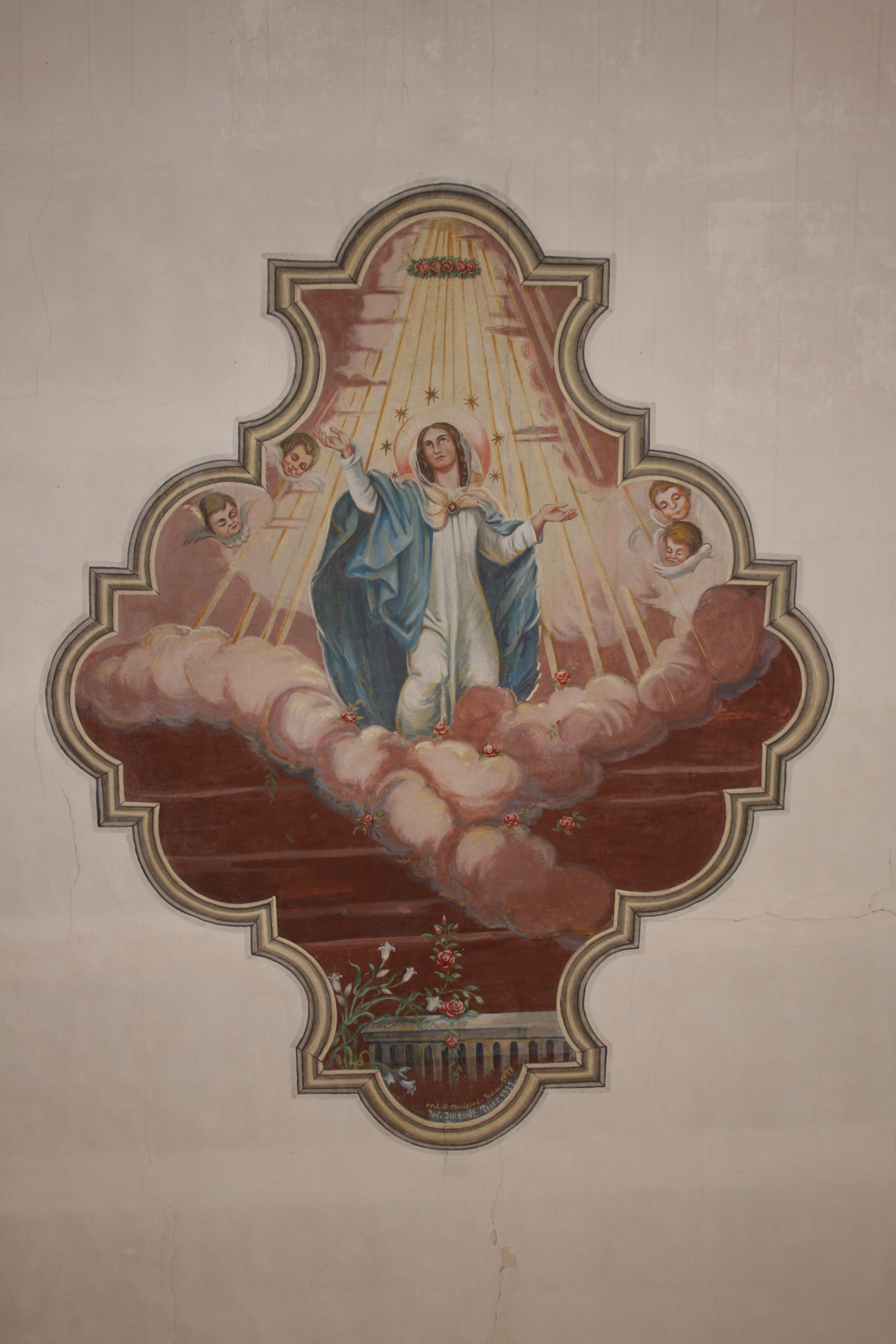
Deckenmalerei – Mariä Himmelfahrt

### Figuren und Deckengemälde
Auch nach ihrer Weihe besaß die Pfarrkirche noch keine Figuren im Innenraum. Erst zur Amtszeit von Pfarrer Peter Domann wurde die Kreuzigungsgruppe auf dem Hochaltar angeschafft. Die Arbeit entstand in einer Bildhauerwerkstatt in Oberammergau. In der Neuzeit wurde das Bild durch zwei in Gips gegossene Apostelfiguren (Petrus und Paulus) ergänzt. Obwohl die Gemeinde im Besitz zweier wertvoller Figuren aus dem 17. Jahrhundert war, hielt man diese nicht für würdig, aufgestellt zu werden. Die beiden Figuren stellen die Mutter Gottes und die heiligen Luzia dar. Beide Figuren sind etwa 75 cm hoch und befinden sich heute an der rechten Seitenwand. Die Deckenmalerei „Mariä Himmelfahrt“ stammt aus dem Jahre 1932 und wurde von W. Imendt aus Trier ausgeführt.
1978 wurde die Kirche gründlich renoviert und der Altarraum im Sinn der Liturgiereform des Zweiten Vatikanischen Konzils neu  gestaltet.